# Cedar Glen Lakes
Cedar Glen Lakes és una concentració de població designada pel cens dels Estats Units a l'estat de Nova Jersey. Segons el cens del 2000 tenia 1.617 habitants.

## Demografia
Segons el cens del 2000, Cedar Glen Lakes tenia 1.617 habitants, 1.126 habitatges, i 451 famílies. La densitat de població era de 931,8 habitants/km².
Dels 1.126 habitatges en un 0,2% hi vivien nens de menys de 18 anys, en un 36,2% hi vivien parelles casades, en un 3,6% dones solteres, i en un 59,9% no eren unitats familiars. En el 58,5% dels habitatges hi vivien persones soles el 53,3% de les quals corresponia a persones de 65 anys o més que vivien soles. El nombre mitjà de persones vivint en cada habitatge era d'1,44 i el nombre mitjà de persones que vivien en cada família era de 2,05.
Per edats la població es repartia de la següent manera: un 0,2% tenia menys de 18 anys, un 0,1% entre 18 i 24, un 2% entre 25 i 44, un 15,8% de 45 a 60 i un 82% 65 anys o més.
L'edat mediana era de 75 anys. Per cada 100 dones de 18 o més anys hi havia 58,7 homes.
La renda mediana per habitatge era de 20.378 $ i la renda mediana per família de 30.278 $. Els homes tenien una renda mediana de 40.368 $ mentre que les dones 35.833 $. La renda per capita de la població era de 20.246 $. Aproximadament l'1,9% de les famílies i el 3,7% de la població estaven per davall del llindar de pobresa.

## Poblacions més properes
El següent diagrama mostra les poblacions més properes.